# Primera División 2002 (Cile)
La Primera División 2002 fu la 72ª edizione del campionato cileno di prima divisione calcistica.
Si tenne nell'arco dell'intero anno solare con la formula dei tornei di Apertura e Clausura, vinti rispettivamente dall'Universidad Católica (9º titolo) e dallo Colo-Colo (23º titolo).

## Squadre partecipanti
| Club                 | Città                | Stadio                             |
| -------------------- | -------------------- | ---------------------------------- |
| Audax Italiano       | La Florida, Santiago | Estadio Bicentenario de La Florida |
| Cobreloa             | Calama               | Estadio Municipal de Calama        |
| Cobresal             | El Salvador          | Estadio El Cobre                   |
| Colo-Colo            | Macul, Santiago      | Estadio Monumental David Arellano  |
| Coquimbo Unido       | Coquimbo             | Estadio Francisco Sánchez Rumoroso |
| Dep. Concepción      | Concepción           | Estadio Municipal de Concepción    |
| Deportes Temuco      | Temuco               | Estadio Germán Becker              |
| Huachipato           | Talcahuano           | Estadio CAP                        |
| Palestino            | La Cisterna          | Estadio Municipal de La Cisterna   |
| Rangers de Talca     | Talca                | Estadio Fiscal de Talca            |
| Santiago Morning     | La Pintana           | Stadio della Pintana               |
| Santiago Wanderers   | Valparaíso           | Estadio Regional Chiledeportes     |
| Unión Española       | Independencia        | Stadio Santa Laura                 |
| Unión San Felipe     | San Felipe           | Estadio Municipal de San Felipe    |
| Universidad Católica | Las Condes, Santiago | Estadio San Carlos de Apoquindo    |
| Universidad de Chile | Ñuñoa, Santiago      | Estadio Nacional                   |

## Torneo Apertura
Il torneo di Apertura 2002 è iniziato il 16 febbraio 2002 e si è concluso il 30 giugno con la vittoria dell'Universidad Católica.

### Classifica finale

#### Grupo A
| Pos. | Squadra            | Pt | G  | V | N | P | GF | GS | DR  |
| ---- | ------------------ | -- | -- | - | - | - | -- | -- | --- |
| 1    | Santiago Wanderers | 25 | 15 | 7 | 4 | 4 | 24 | 20 | 4   |
| 2    | Huachipato         | 16 | 15 | 4 | 4 | 7 | 24 | 31 | -7  |
| 3    | Santiago Morning   | 15 | 15 | 4 | 3 | 8 | 23 | 25 | -2  |
| 4    | Cobresal           | 12 | 15 | 3 | 3 | 9 | 19 | 36 | -17 |

#### Grupo B
| Pos. | Squadra              | Pt | G  | V | N | P | GF | GS | DR |
| ---- | -------------------- | -- | -- | - | - | - | -- | -- | -- |
| 1    | Universidad Católica | 29 | 15 | 8 | 5 | 2 | 40 | 22 | 18 |
| 2    | Palestino            | 26 | 15 | 6 | 8 | 1 | 29 | 21 | 8  |
| 3    | Deportes Temuco      | 23 | 15 | 6 | 5 | 4 | 33 | 27 | 6  |
| 4    | Audax Italiano       | 21 | 15 | 6 | 3 | 6 | 18 | 21 | -3 |

#### Grupo C
| Pos. | Squadra              | Pt | G  | V | N | P | GF | GS | DR  |
| ---- | -------------------- | -- | -- | - | - | - | -- | -- | --- |
| 1    | Universidad de Chile | 25 | 15 | 7 | 4 | 4 | 28 | 23 | 5   |
| 2    | Rangers              | 24 | 15 | 6 | 6 | 3 | 21 | 15 | 6   |
| 3    | Cobreloa             | 19 | 15 | 5 | 4 | 6 | 28 | 27 | 1   |
| 4    | Deportes Concepción  | 14 | 15 | 4 | 2 | 9 | 18 | 28 | -10 |

#### Grupo D
| Pos. | Squadra          | Pt | G  | V | N | P | GF | GS | DR  |
| ---- | ---------------- | -- | -- | - | - | - | -- | -- | --- |
| 1    | Colo-Colo        | 30 | 15 | 9 | 3 | 3 | 29 | 16 | 13  |
| 2    | Unión San Felipe | 18 | 15 | 5 | 3 | 7 | 21 | 24 | -3  |
| 3    | Coquimbo Unido   | 18 | 15 | 5 | 3 | 7 | 17 | 26 | -9  |
| 4    | Unión Española   | 14 | 15 | 4 | 2 | 9 | 17 | 27 | -10 |

## Fase a eliminazione diretta
Essi sono stati giocati tra il 1º giugno e il 9 giugno del 2002. Le squadre nella tabella sono indicati in base al fattore campo nella gara di andata. In   squadre 'audaci' qualificato per i quarti di finale. Deportes Temuco e Santiago Wanderers qualificati per quarti di finale come migliori perdenti. Non avevano obiettivi di business. Se entrambe le squadre vincono una partita golden gol è definito e se l'uguaglianza persiste definito da criminale
| Squadra locale   | Squadra ospite       | Ida   | Indietro | globale           |
| ---------------- | -------------------- | ----- | -------- | ----------------- |
| Huachipato       | Universidad Católica | 1 - 0 | 0 - 3    | 1 - 3 Gol de oro  |
| Coquimbo Unido   | Palestino            | 0 - 2 | 0 - 0    | 0 - 2             |
| Cobreloa         | Santiago Wanderers   | 2 - 1 | 1 - 3    | 3 - 4 Penales 4-3 |
| Santiago Morning | Colo-Colo            | 0 - 4 | 2 - 6    | 2 - 10            |
| Unión San Felipe | Universidad de Chile | 2 - 1 | 1 - 6    | 3 - 7 gol de oro  |
| Deportes Temuco  | Rangers              | 1 - 2 | 2 - 2    | 3 - 4 gol de oro  |

## Quarti di finale
Essi sono stati giocati tra il 11 e 16 giugno del 2002. Le squadre nella tabella sono indicati in base al fattore campo nella gara di andata. In   squadre 'audaci' qualificato per le semifinali.
| Squadra locale     | Squadra ospite       | Ida   | Indietro | globale             |
| ------------------ | -------------------- | ----- | -------- | ------------------- |
| Rangers            | Palestino            | 0 - 0 | 1 - 1    | 1 - 1 gol de visita |
| Deportes Temuco    | Universidad Católica | 0 - 1 | 2 - 2    | 2 - 3               |
| Cobreloa           | Colo-Colo            | 2 - 5 | 2 - 2    | 4 - 7               |
| Santiago Wanderers | Universidad de Chile | 3 - 3 | 1 - 2    | 4 - 5               |

## Semifinale
Essi sono stati giocati tra il 19 e 23 giugno del 2002. Le squadre nella tabella sono indicati in base al fattore campo nella gara di andata. In  'grassetto'  squadre si sono qualificate per la finale.
| Squadra locale       | Squadra ospite       | Ida   | Indietro | globale |
| -------------------- | -------------------- | ----- | -------- | ------- |
| Universidad de Chile | Universidad Católica | 3 - 3 | 1 - 2    | 4 - 5   |
| Rangers              | Colo-Colo            | 2 - 1 | 2 - 2    | 4 - 3   |

## Finale
| Squadra locale | Squadra ospite       | Ida   | Indietro | globale |
| -------------- | -------------------- | ----- | -------- | ------- |
| Rangers        | Universidad Católica | 1 - 1 | 0 - 4    | 1 - 5   |

### Classifica marcatori
Fonte: 
| Gol |  |  | Giocatore              | Squadra              |
| --- |  |  | ---------------------- | -------------------- |
| 18  |  |  | Sebastián González     | Colo-Colo            |
| 14  |  |  | Luis Ignacio Quinteros | Colo-Colo            |
| 14  |  |  | Arturo Norambuena      | Universidad Católica |
| 13  |  |  | Juan Quiroga           | Deportes Temuco      |
| 12  |  |  | Luis Rueda             | Universidad de Chile |
| 11  |  |  | Osvaldo Canobbio       | Cobreloa             |
| 11  |  |  | Joel Soto              | Santiago Wanderers   |
| 10  |  |  | Luis Díaz              | Rangers de Talca     |
| 9   |  |  | Milovan Mirošević      | Universidad Católica |
| 8   |  |  | Francis Ferrero        | Unión San Felipe     |
| 8   |  |  | Silvio Fernández       | Santiago Wanderers   |
| 8   |  |  | Mauricio Pinilla       | Universidad de Chile |
| 7   |  |  | Sergio Gioino          | Huachipato           |
| 7   |  |  | Héctor Tapia           | Palestino            |
| 6   |  |  | Marcelo Espina         | Colo-Colo            |
| 6   |  |  | Rodrígo Ríos           | Palestino            |
| 6   |  |  | Manuel Abreu           | Deportes Temuco      |
| 6   |  |  | Iván Álvarez           | Deportes Temuco      |
| 6   |  |  | Rubén Ferrer           | Deportes Temuco      |
| 6   |  |  | Mauricio Risso         | Rangers de Talca     |
| 6   |  |  | Daniel Pérez           | Universidad Católica |
| 6   |  |  | Miguel Ramírez         | Universidad Católica |
| 5   |  |  | Patricio Galaz         | Cobreloa             |
| 5   |  |  | Jorge Baeza            | Cobresal             |
| 5   |  |  | Rodrigo Stalteri       | Cobresal             |
| 5   |  |  | Rodrigo Sanhueza       | Dep. Concepción      |
| 5   |  |  | Rodrigo Millar         | Huachipato           |
| 5   |  |  | Esteban Valencia       | Palestino            |
| 5   |  |  | Rubén Vallejos         | Rangers de Talca     |
| 5   |  |  | Carlos Cáceres         | Santiago Morning     |
| 5   |  |  | José Luis Sierra       | Unión Española       |
| 5   |  |  | Gamadiel García        | Universidad de Chile |

## Torneo Clausura
Il torneo di Clausura 2002 è iniziato il 31 luglio 2002 ed è terminato il 19 dicembre con la vittoria del Colo-Colo.

### Classifica finale

#### Grupo A
| Pos. | Squadra             | Pt | G  | V | N | P | GF | GS | DR  |
| ---- | ------------------- | -- | -- | - | - | - | -- | -- | --- |
| 1    | Colo-Colo           | 23 | 15 | 6 | 5 | 4 | 21 | 15 | 6   |
| 2    | Huachipato          | 20 | 15 | 5 | 5 | 5 | 22 | 18 | 4   |
| 3    | Deportes Concepción | 14 | 15 | 3 | 5 | 7 | 20 | 26 | -6  |
| 4    | Deportes Temuco     | 8  | 15 | 1 | 5 | 9 | 13 | 32 | -19 |

#### Grupo B
| Pos. | Squadra              | Pt | G  | V  | N | P | GF | GS | DR |
| ---- | -------------------- | -- | -- | -- | - | - | -- | -- | -- |
| 1    | Cobreloa             | 34 | 15 | 10 | 4 | 1 | 33 | 10 | 23 |
| 2    | Cobresal             | 27 | 15 | 7  | 6 | 2 | 23 | 20 | 3  |
| 3    | Universidad Católica | 26 | 15 | 7  | 5 | 3 | 28 | 20 | 8  |
| 4    | Audax Italiano       | 18 | 15 | 4  | 6 | 5 | 19 | 22 | -3 |

#### Grupo C
| Pos. | Squadra          | Pt | G  | V | N | P | GF | GS | DR  |
| ---- | ---------------- | -- | -- | - | - | - | -- | -- | --- |
| 1    | Coquimbo Unido   | 17 | 15 | 3 | 8 | 4 | 10 | 12 | -2  |
| 2    | Palestino        | 12 | 15 | 2 | 6 | 7 | 14 | 23 | -9  |
| 3    | Rangers          | 11 | 15 | 2 | 5 | 7 | 13 | 28 | -15 |
| 4    | Santiago Morning | 10 | 15 | 2 | 4 | 9 | 11 | 26 | -15 |

#### Grupo D
| Pos. | Squadra              | Pt | G  | V | N | P | GF | GS | DR |
| ---- | -------------------- | -- | -- | - | - | - | -- | -- | -- |
| 1    | Universidad de Chile | 30 | 15 | 8 | 6 | 1 | 24 | 12 | 12 |
| 2    | Santiago Wanderers   | 25 | 15 | 7 | 4 | 4 | 23 | 18 | 5  |
| 3    | Unión Española       | 24 | 15 | 7 | 3 | 5 | 24 | 17 | 7  |
| 4    | Unión San Felipe     | 21 | 15 | 6 | 3 | 6 | 21 | 20 | 1  |

## Fase a eliminazione diretta
Hanno giocato tra 26 novembre e 1º dicembre del 2002. Le squadre nella tabella sono indicati in base al fattore campo nella gara di andata. In   squadre 'audaci' qualificato per i quarti di finale. Huachipato e Deportes Concepción qualificata per quarti di finale come migliori perdenti. Non avevano obiettivi di business.
| Squadra locale      | Squadra ospite       | Ida   | Indietro | globale          |
| ------------------- | -------------------- | ----- | -------- | ---------------- |
| Colo-Colo           | Unión Española       | 3 - 2 | 0 - 0    | 3 - 2            |
| Coquimbo Unido      | Universidad Católica | 0 - 0 | 0 - 2    | 0 - 2            |
| Huachipato          | Santiago Wanderers   | 4 - 0 | 0 - 5    | 4 - 5 gol de oro |
| Rangers             | Cobreloa             | 1 - 2 | 2 - 3    | 3 - 5            |
| Deportes Concepción | Cobresal             | 5 - 1 | 1 - 4    | 6 - 5 gol de oro |
| Palestino           | Universidad de Chile | 3 - 4 | 2 - 4    | 5 - 8            |

## Quarti di finale
Essi sono stati giocati tra il 3 e 8 dicembre del 2002. Le squadre nella tabella sono indicati in base al fattore campo nella gara di andata. In   squadre 'audaci' qualificato per le semifinali.
| Squadra locale      | Squadra ospite       | Ida   | Indietro | globale               |
| ------------------- | -------------------- | ----- | -------- | --------------------- |
| Santiago Wanderers  | Universidad Católica | 0 - 4 | 1 - 2    | 1 - 6                 |
| Deportes Concepción | Cobreloa             | 0 - 2 | 1 - 2    | 1 - 4                 |
| Colo-Colo           | Cobresal             | 4 - 1 | 3 - 1    | 7 - 2                 |
| Huachipato          | Universidad de Chile | 2 - 2 | 1 - 1    | 3 - 3 goles de visita |

## Semifinale
Essi sono stati giocati tra il 11 e 15 dicembre del 2002. Le squadre nella tabella sono indicati in base al fattore campo nella gara di andata. In  'grassetto'  squadre si sono qualificate per la finale.
| Squadra locale       | Squadra ospite       | Ida   | Indietro | globale |
| -------------------- | -------------------- | ----- | -------- | ------- |
| Universidad Católica | Universidad de Chile | 0 - 0 | 1 - 0    | 1 - 0   |
| Colo-Colo            | Cobreloa             | 2 - 0 | 2 - 1    | 4 - 1   |

## Finale
| Squadra locale | Squadra ospite       | Ida   | Indietro | globale |
| -------------- | -------------------- | ----- | -------- | ------- |
| Colo-Colo      | Universidad Católica | 2 - 0 | 3 - 2    | 5 - 2   |

### Classifica marcatori
Fonte: 
| Gol |  |  | Giocatore              | Squadra              |
| --- |  |  | ---------------------- | -------------------- |
| 14  |  |  | Manuel Neira           | Colo-Colo            |
| 13  |  |  | Sergio Gioino          | Huachipato           |
| 12  |  |  | Silvio Fernández       | Santiago Wanderers   |
| 11  |  |  | Carlos Cáceres         | Cobresal             |
| 11  |  |  | Jorge Torres           | Dep. Concepción      |
| 10  |  |  | Pedro González         | Universidad de Chile |
| 8   |  |  | Salvador Cabañas       | Audax Italiano       |
| 8   |  |  | José Luis Díaz         | Cobreloa             |
| 8   |  |  | Mario Núñez            | Palestino            |
| 8   |  |  | Joel Soto              | Santiago Wanderers   |
| 7   |  |  | Luis Ignacio Quinteros | Colo-Colo            |
| 7   |  |  | Francis Ferrero        | Unión San Felipe     |
| 7   |  |  | Luis Rueda             | Universidad de Chile |
| 6   |  |  | Fernando Cornejo       | Cobreloa             |
| 6   |  |  | Pascual de Gregorio    | Cobreloa             |
| 6   |  |  | Marcelo Espina         | Colo-Colo            |
| 6   |  |  | Moisés Avila           | Unión Española       |
| 6   |  |  | Milovan Mirošević      | Universidad Católica |
| 6   |  |  | Arturo Norambuena      | Universidad Católica |
| 5   |  |  | Mauricio Dinamarca     | Cobreloa             |
| 5   |  |  | Jorge Baeza            | Cobresal             |
| 5   |  |  | Jonathan Cisternas     | Dep. Concepción      |
| 5   |  |  | Federico Bongioanni    | Huachipato           |
| 5   |  |  | Juan Pablo Úbeda       | Unión Española       |

### Verdetti
- Qualificate alla Coppa Libertadores 2003:

 Universidad Católica - Campione Torneo Apertura
 Colo-Colo - Campione Torneo Clausura
 Cobreloa
- Retrocesse in Primera B:

 Dep. Concepción
 Santiago Morning
- Promozione in Primera División:

 Dep. Puerto Montt
 Univ. de Concepción